# Ички-Барча
Ички-Барча — река (ерик) в Астраханской области России, правый проток Волги. Длина — 16 км. Отделяется от Волги в районе поселка Волжский. Устье расположено в 129 км от устья по правому берегу Волги.
На реке расположены посёлки Волжский, Ики-Чибирский, Береговой.